# Ріфф-Рафф
«Ріфф-Рафф» (англ. Riff-Raff) — художній фільм, знятий британським режисером Кеном Лоуча в 1991 році.

## Сюжет
Герої фільму — різноробочі, випадково зустрілися на будівельному майданчику житлового будинку в Лондоні, який знаходиться на реконструкції. Приїхавши в пошуках роботи з усієї країни, вони змушені вести напівлегальне життя, записуючись вигаданими іменами і знаходячи притулок в покинутому житлі.
Один з них — Стів, знайомиться з дівчиною, яка мріє про кар'єру співачки. Нескінченні прослуховування не приносять бажаного успіху. Нервові зриви Сьюзен і її пристрасть до наркотиків призводять до хворобливого для обох розставання.
В кінці дня на будівництві сталася трагедія: з незакріплених лісів зірвався робітник. Винний у події виконроб, після приїзду медиків, відсторонився від того, що сталося. Бажаючи помститися, Стів з товаришем, пробираються вночі в підсобку і підпалюють будинок, який вони ремонтували.

## У ролях
- Роберт Карлайл — Стів
- Емер Маккорт — Сьюзен
- Джим Р. Коулмен — Шем
- Джордж Мосс — Мо
- Рікі Томлінсон — Ларрі
- Девід Фінч — Кевін
- Дерек Янг — Дезмонд
- Білл Мурз — Смерф

## Нагороди та номінації
- 1991 — Каннський кінофестиваль
  - Спеціальний приз міжнародної федерації кінопреси (Кен Лоуч)[2]
- 1991 — Премія «European Film Awards»
  - Найкращий фільм (Селлі Хіббін)[3]
  - Номінація на Найкращу роль другого плану (Рікі Томлінсон)[4]
- 1993 — Премія «Гойя»
  - Номінація на Найкращий європейський фільм (Кен Лоуч)[5]
- 1993 — Фестиваль Prix Italia
  - Володар спеціального призу[6]